# Реакция Зандмейера
Реакция Зандмейера — реакция замещения диазониевой группы анионом галогена (хлорид и бромид) или псевдогалогена (цианид, тиоцианат, азид и т. п.) с образованием замещенных аренов. Катализатором и иногда источником группы на которую проводится обмен, служит соответствующая соль одновалентной меди. Реакция открыта Т. Зандмейером в 1884 году и впервые опубликована в работе.
Схемы реакций:
Пример синтеза (хлортолуол из толуидина) опубликован в работе.

## Механизм и варианты реакции
В случае полициклических соединений с повышенной по сравнению с производными бензола электронной плотностью — нафталинов, фенантрена, бифенилов и т. п. — выходы арилгалогенидов в условиях реакции Зандмейера низки, в этом случае вместо катализа солями одновалентной меди используется термическое разложение двойных галогенидов арилдиазония и ртути Ar-N≡N+ [HgHal3]- (реакция Швехтена).
Другим вариантом реакции Зандмейера является синтез фтораренов некаталитическим разложением тетрафторборатов арилдиазониевых солей Ar-N≡N+ BF4- (реакция Шимана).